# Битяк Юрій Прокопович
Ю́рій Проко́пович Битя́к (28 квітня 1949, Березняки, Черкаський район Черкаська область — 28 березня 2023) — український правознавець. Академік-секретар відділення державно-правових наук і міжнародного права НАПрН України, дійсний член (академік) НАПрН України. Лауреат державної премії України в галузі науки і техніки (2012).

## Біографія
Юрій Битяк народився у селі Березняки Смілянського району (нині Черкаський) Черкаської області. У 1968—1970 роках проходив строкову службу у Збройних Силах. У 1974 році закінчив Харківський юридичний інститут. Працював слідчим прокуратури Соснівського району м. Черкаси. Одночасно навчався в аспірантурі юридичного інституту, яку закінчив у 1977 році.
З 1978 року працює в інституті асистентом, старшим викладачем, доцентом, професором. З 1990 року завідувач кафедри адміністративного права Національного університету «Юридична академія України ім. Ярослава Мудрого».
У 2000—2011 роках директор Науково-дослідного інституту державного будівництва та місцевого самоврядування НАПрН України. З 2007 року на посаді проректора з навчальної роботи Національного юридичного університету імені Ярослава Мудрого, а з 2010 року по липень 2021 р. — перший проректор цього університету. З липня 2021 року — професор кафедри адміністративного права університету.
У 1979 році захистив дисертацію на здобуття наукового ступеня кандидата юридичних наук на тему «Гарантії забезпечення законності актів органів радянського державного управління». У 2006 році — дисертацію на здобуття наукового ступеня доктора юридичних наук на тему «Державна служба в Україні: проблеми становлення, розвитку та функціонування».
У 2000 році обраний членом-кореспондентом Академії правових наук України, з 2008 року — дійсний член (академік), академік-секретар відділення державно-правових наук і міжнародного права НАПрН України.

## Напрямки наукових досліджень
Досліджує проблеми конституційного та адміністративного права, державної служби, способи та гарантії забезпечення законності в державному управлінні, удосконалення діяльності органів виконавчої влади, тощо.
Брав участь у розробці проектів Конституції України, ряду законів України, зокрема «Про державну службу», «Про Конституційний Суд України».
Опублікував понад 250 наукових та навчально-методичних праць, серед яких:
- «Державна служба в СРСР і розвиток її демократичних основ» (1990),
- «Конституція України — основа реформування суспільства» (у співавт.) (1996);
- «Державне управління: теорія і практика» (1998);
- «Конституція України: науково-практичний коментар» (у співавт.) (2003);
- «Державна служба в Україні: організаційно-правові засади» (2005);
- Підручник «Адміністративне право України» (2000, 2003, 2004, 2010) та ін.

## Відзнаки
Юрій Битяк відзначений багатьма державними та відомчими нагородами, зокрема:
- Орден «За заслуги» III ступеня (2003).
- Орден князя Ярослава Мудрого V ступеня (2018).
- Лауреат Державної премії України в галузі науки і техніки (2012).
- «Відмінник освіти України» (1999).
- «Заслужений діяч науки і техніки України» (2007).
- Золота медаль Національної академії правових наук України (2020).
- Заслужений професор Національного юридичного університету імені Ярослава Мудрого (2014).